# Liste der Nummer-eins-Hits in Belgien (1983)
Diese Liste enthält alle Nummer-eins-Hits in Belgien im Jahr 1983. Es gab in diesem Jahr 23 Nummer-eins-Singles.
| Singles |
| --- |
| - Eddy Grant – I Don’t Wanna Dance - 2 Wochen (25. Dezember 1982 – 7. Januar 1983) - Phil Collins – You Can’t Hurry Love - 3 Wochen (8. Januar – 28. Januar) - Renée and Renato – Save Your Love - 4 Wochen (29. Januar – 25. Februar) - Billy Joel – Goodnight Saigon - 2 Wochen (26. Februar – 11. März) - Michael Jackson – Billie Jean - 1 Woche (12. März – 18. März) - Indeep – Last Night a DJ Saved My Life - 1 Woche (19. März – 25. März) - Irene Cara – Fame - 2 Wochen (26. März – 8. April) - Nena – 99 Luftballons - 4 Wochen (9. April – 6. Mai) - David Bowie – Let’s Dance - 2 Wochen (7. Mai – 20. Mai) - Michael Jackson – Beat It - 3 Wochen (21. Mai – 10. Juni) - The Shorts – Comment ça va - 5 Wochen (11. Juni – 15. Juli) - Rod Stewart – Baby Jane - 1 Woche (16. Juli – 22. Juli) - Audrey Landers – Manuel Goodbye - 1 Woche (23. Juli – 29. Juli) - Stars on 45 – Stars on 45 proudly presents The Star Sisters - 1 Woche (30. Juli – 5. August) - Mike Oldfield – Moonlight Shadow - 4 Wochen (6. August – 2. September) - Agnetha Fältskog – Wrap Your Arms Around Me - 2 Wochen (3. September – 16. September) - Ryan Paris – Dolce vita - 3 Wochen (17. September – 7. Oktober) - DÖF – Codo (Düse im Sauseschritt) - 3 Wochen (8. Oktober – 28. Oktober) - Culture Club – Karma Chameleon - 4 Wochen (29. Oktober – 25. November) - Lionel Richie – All Night Long (All Night) - 2 Wochen (26. November – 9. Dezember) - Paul Young – Come Back and Stay - 1 Woche (10. Dezember – 16. Dezember, insgesamt 2 Wochen) - Rock Steady Crew – (Hey You) The Rock Steady Crew - 1 Woche (17. Dezember – 23. Dezember) - Paul Young – Come Back and Stay - 1 Woche (24. Dezember – 30. Dezember, insgesamt 2 Wochen) - Fun Fun – Happy Station - 2 Wochen (31. Dezember 1983 – 13. Januar 1984) |

Siehe auch: Nummer-eins-Hits 1983 in  Australien, Deutschland, Finnland, Frankreich, Irland, Italien, Japan, Kanada, Neuseeland, den Niederlanden, Norwegen, Österreich, Schweden, der Schweiz, Spanien, den Vereinigten Staaten und im Vereinigten Königreich.